# 袖ケ浦駅

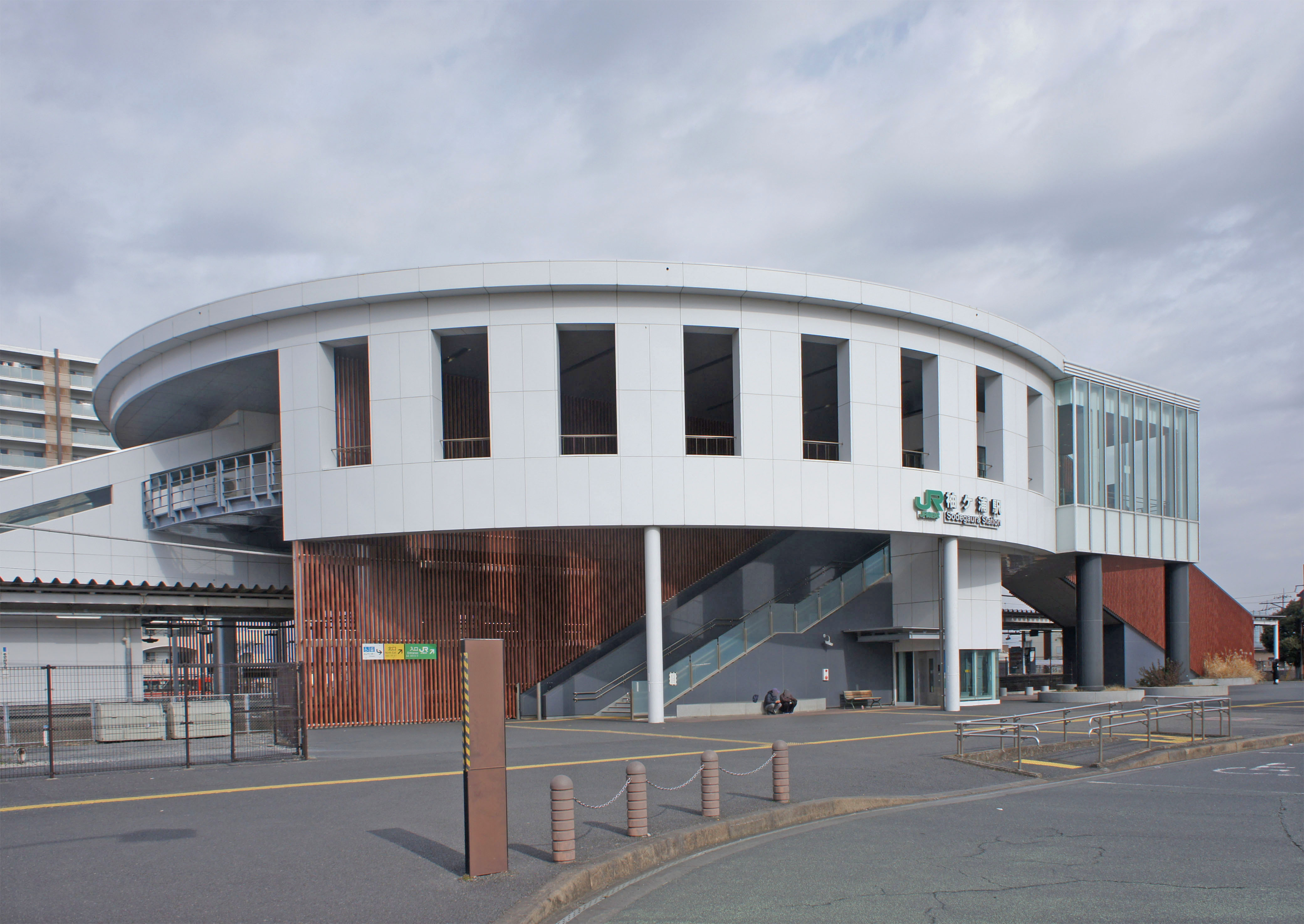
南口（2014年10月）

袖ケ浦駅（そでがうらえき）は、千葉県袖ケ浦市奈良輪にある、東日本旅客鉄道（JR東日本）内房線の駅である。

## 歴史
- 1912年（大正元年）8月21日：木更津線の楢葉駅（ならはえき）として開業[1][2]。開業当時の所在地である楢葉村に由来[3]。
- 1919年（大正8年）5月24日：路線名称変更により、北条線の駅となる[1]。
- 1929年（昭和4年）4月15日：北条線の房総線編入により、房総線の駅となる[1]。
- 1933年（昭和8年）4月1日：房総線の分割により、房総西線の駅となる[1]。
- 1971年（昭和46年）10月1日：貨物および荷物の取り扱いを廃止[4]。
- 1972年（昭和47年）7月15日：路線名称変更により、内房線の駅となる[1]。
- 1974年（昭和49年）3月31日：袖ケ浦駅に改称[1][2][3]。
- 1987年（昭和62年）4月1日：国鉄分割民営化に伴い、東日本旅客鉄道（JR東日本）の駅となる[1]。
- 1995年（平成7年）11月4日：自動改札機を設置し、供用開始[5]。
- 2001年（平成13年）
  - 11月18日：ICカード「Suica」の利用が可能となる[広報 1]。
  - 12月1日：快速列車の一部が停車となる（上りは早朝のみ・下りは夜間のみ停車）[2]。
- 2004年（平成16年）10月16日：快速列車が全列車停車となる[6]。
- 2007年（平成19年）
  - 3月24日：この日をもってみどりの窓口が営業を終了。
  - 3月25日：「もしもし券売機Kaeruくん」稼動。
- 2012年（平成24年）2月29日：「もしもし券売機Kaeruくん」の営業を終了。
- 2014年（平成26年）
  - 10月11日：南北自由通路の供用開始[7]。
  - 10月12日：新駅舎の供用開始[7]。

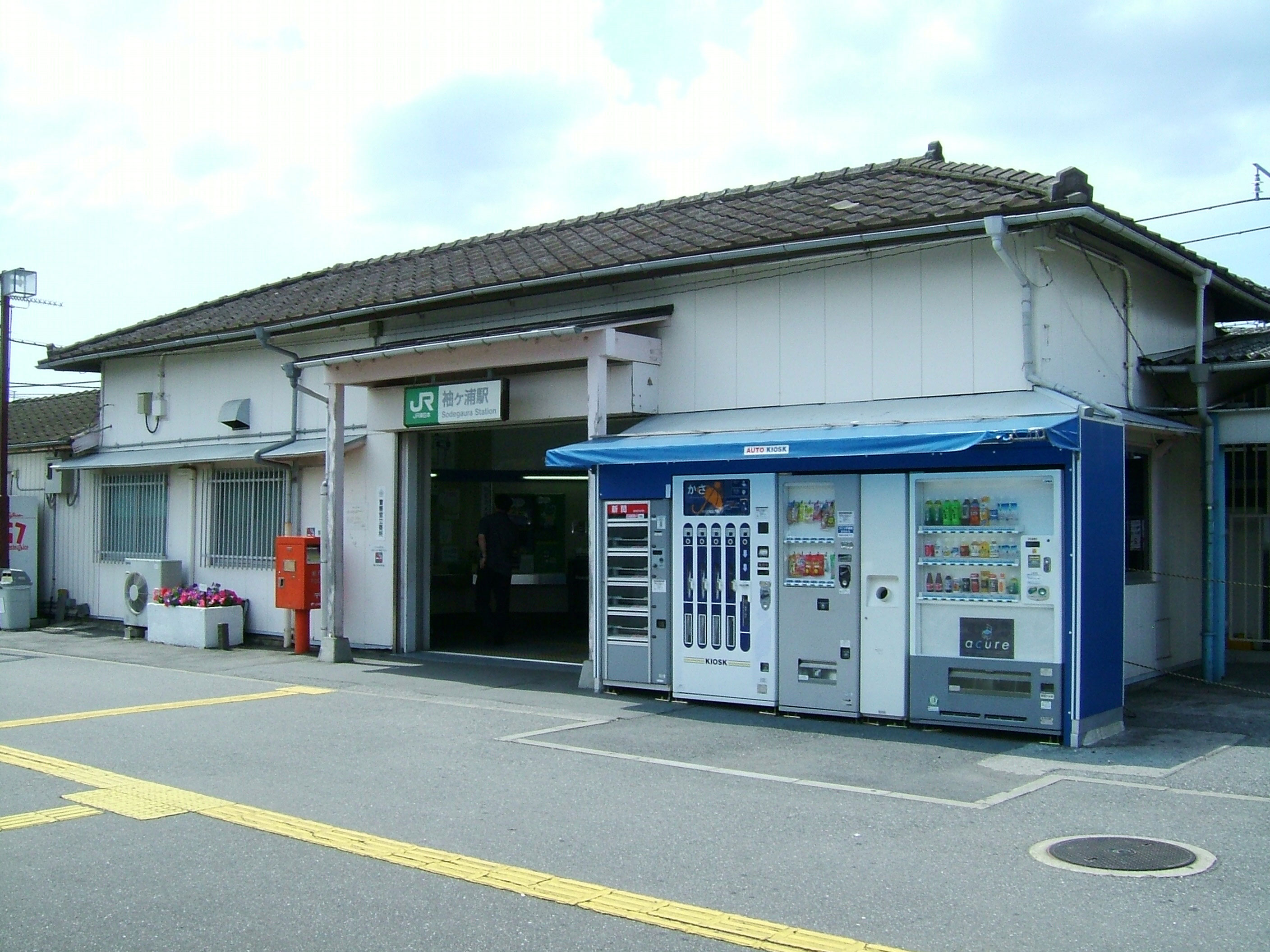
旧駅舎（2008年6月）
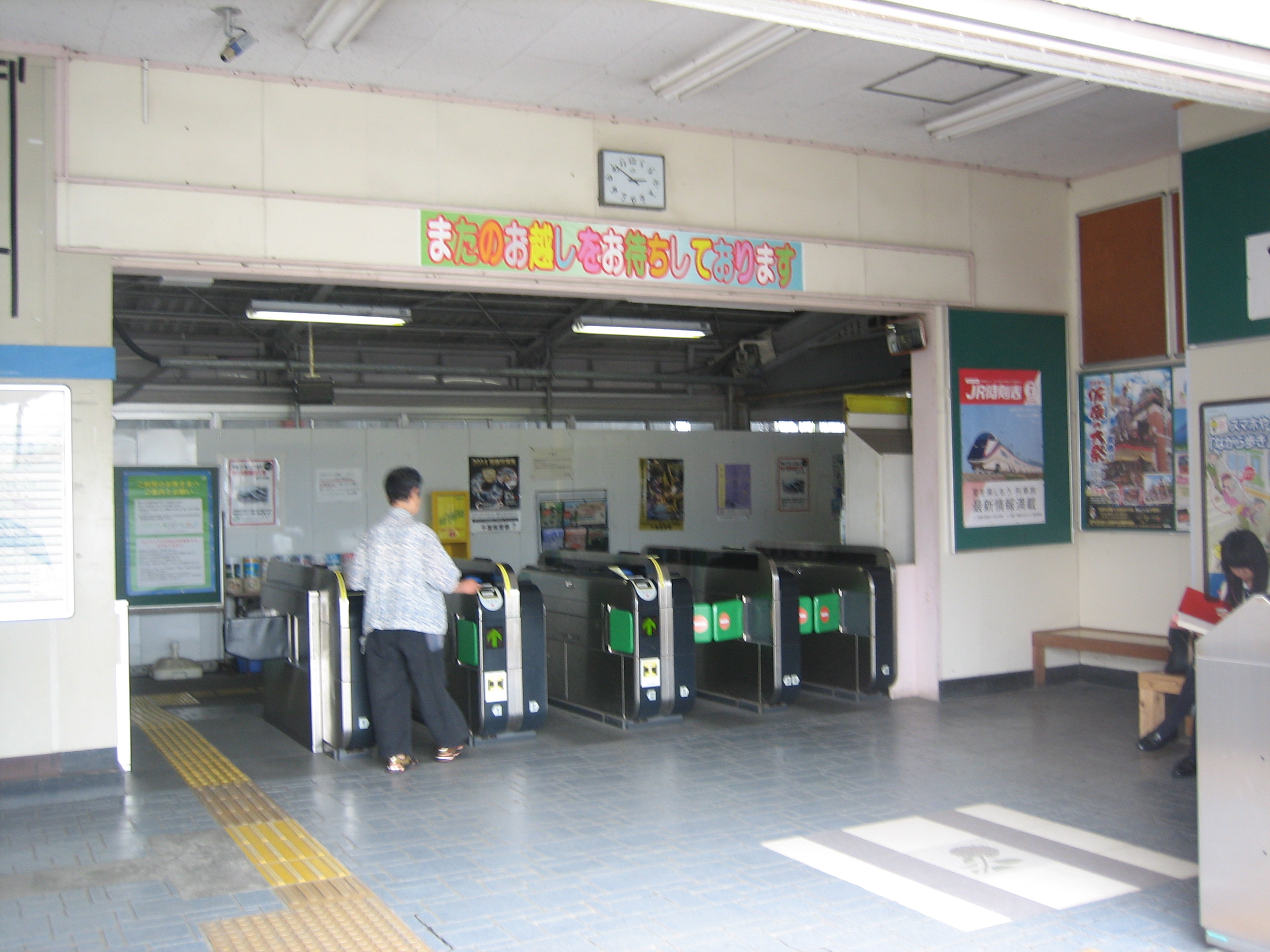
旧改札口（2014年6月）
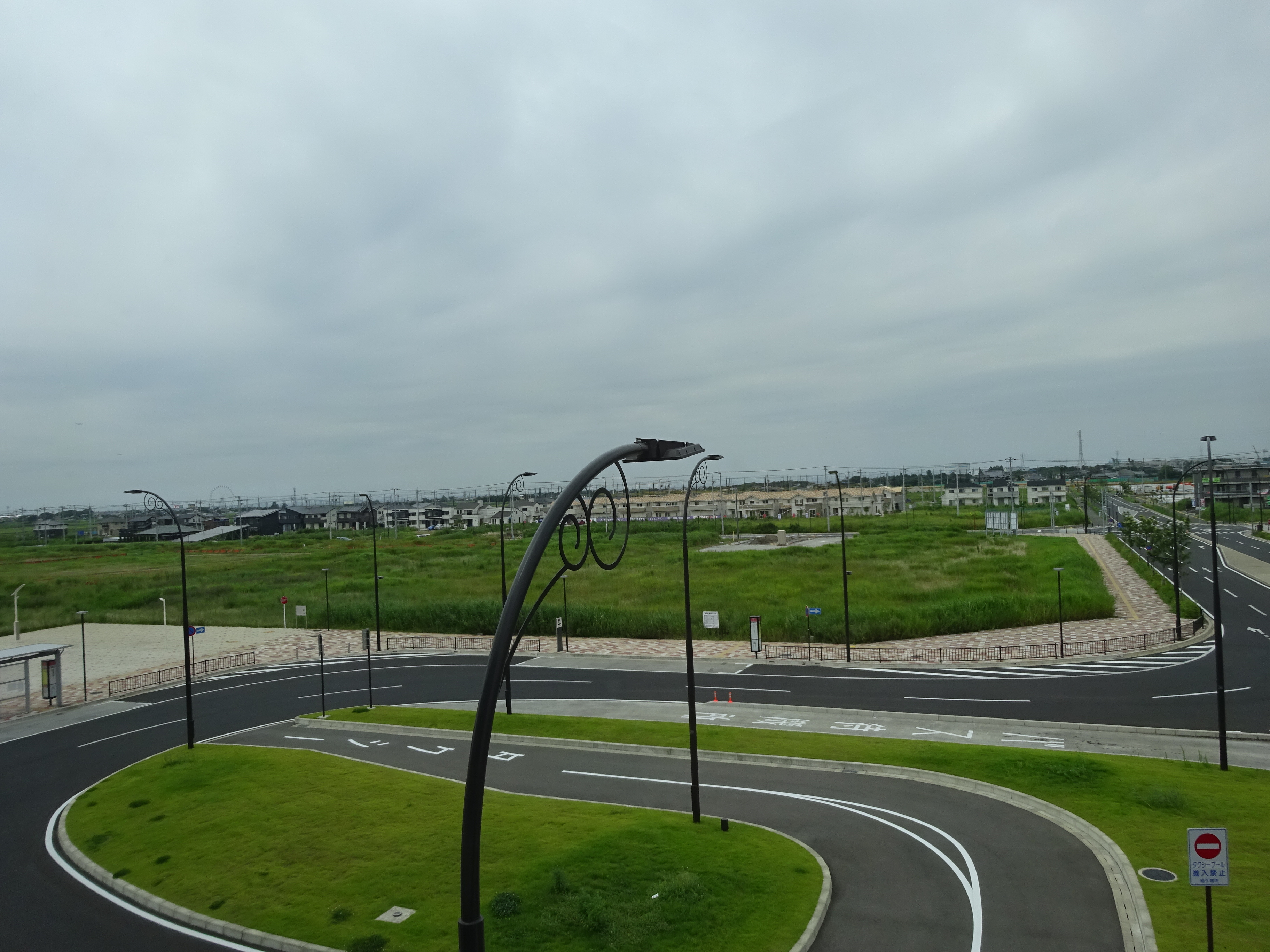
北口跨線橋上から望む駅前広場（2016年8月） ※土地区画整理事業実施前

## 駅構造
島式ホーム1面2線を有する地上駅（橋上駅）である。
2014年10月12日より新駅舎に移転した。出入口は南口と北口が設けられており、自由通路で南北を結んでいる。
木更津統括センター管理の業務委託駅で、JR東日本ステーションサービスが駅業務を受託している。自動券売機・指定席券売機・自動改札機・自動精算機・エレベーター・エスカレーターが設置されている。
旧駅舎は開業当初からの木造駅舎で、内房線では最古の駅舎となっていた。旧駅舎は南口側に設けられ、駅舎とホームは跨線橋で連絡する構造となっていた。

### のりば
| 番線 | 路線    | 方向 | 行先             |
| ---- | ------- | ---- | ---------------- |
| 1    | ■内房線 | 下り | 木更津・館山方面 |
| 2    | ■内房線 | 上り | 千葉・東京方面   |

（出典：JR東日本:駅構内図）

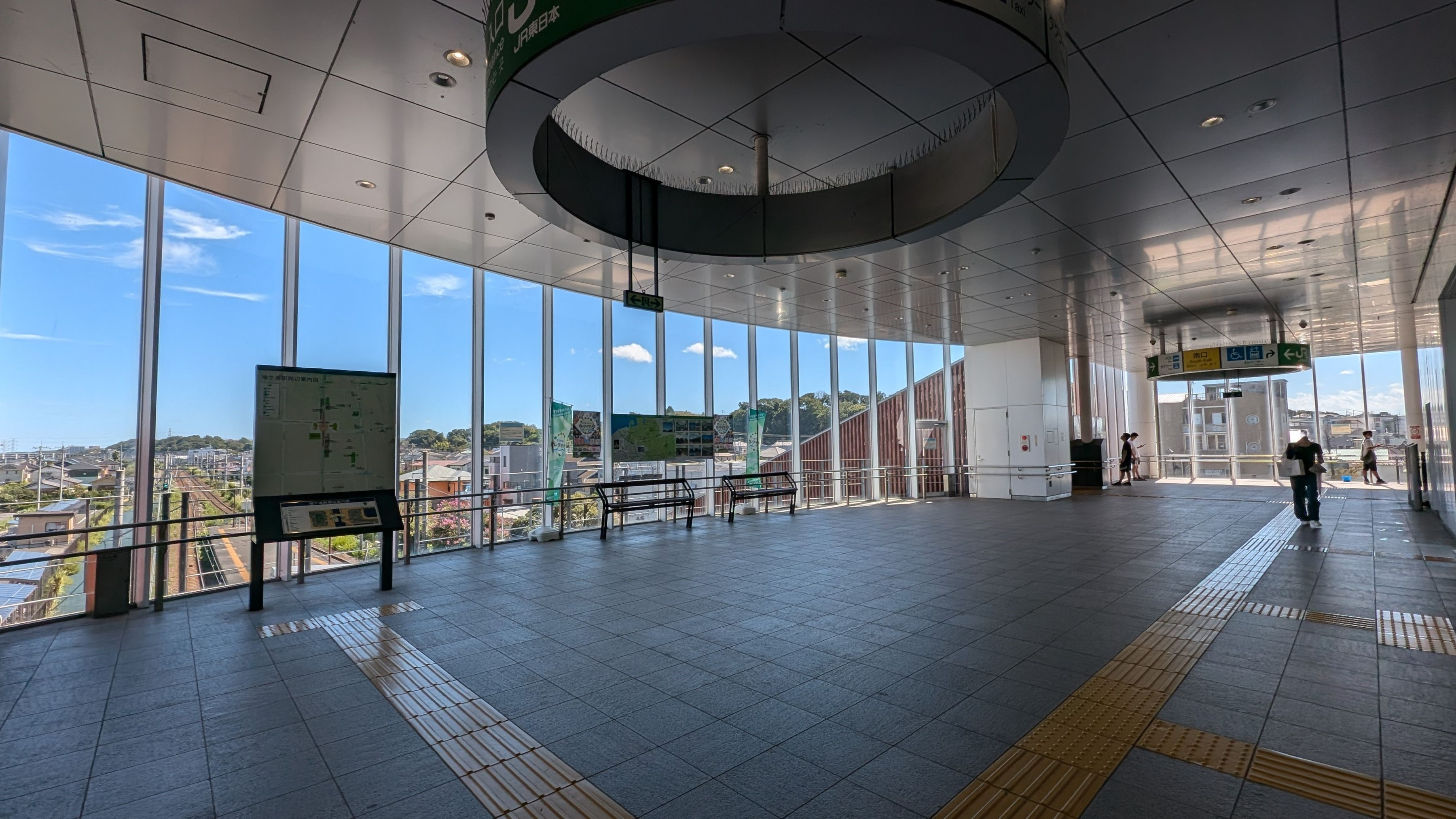
駅跨線橋兼展望デッキ（2024年9月）
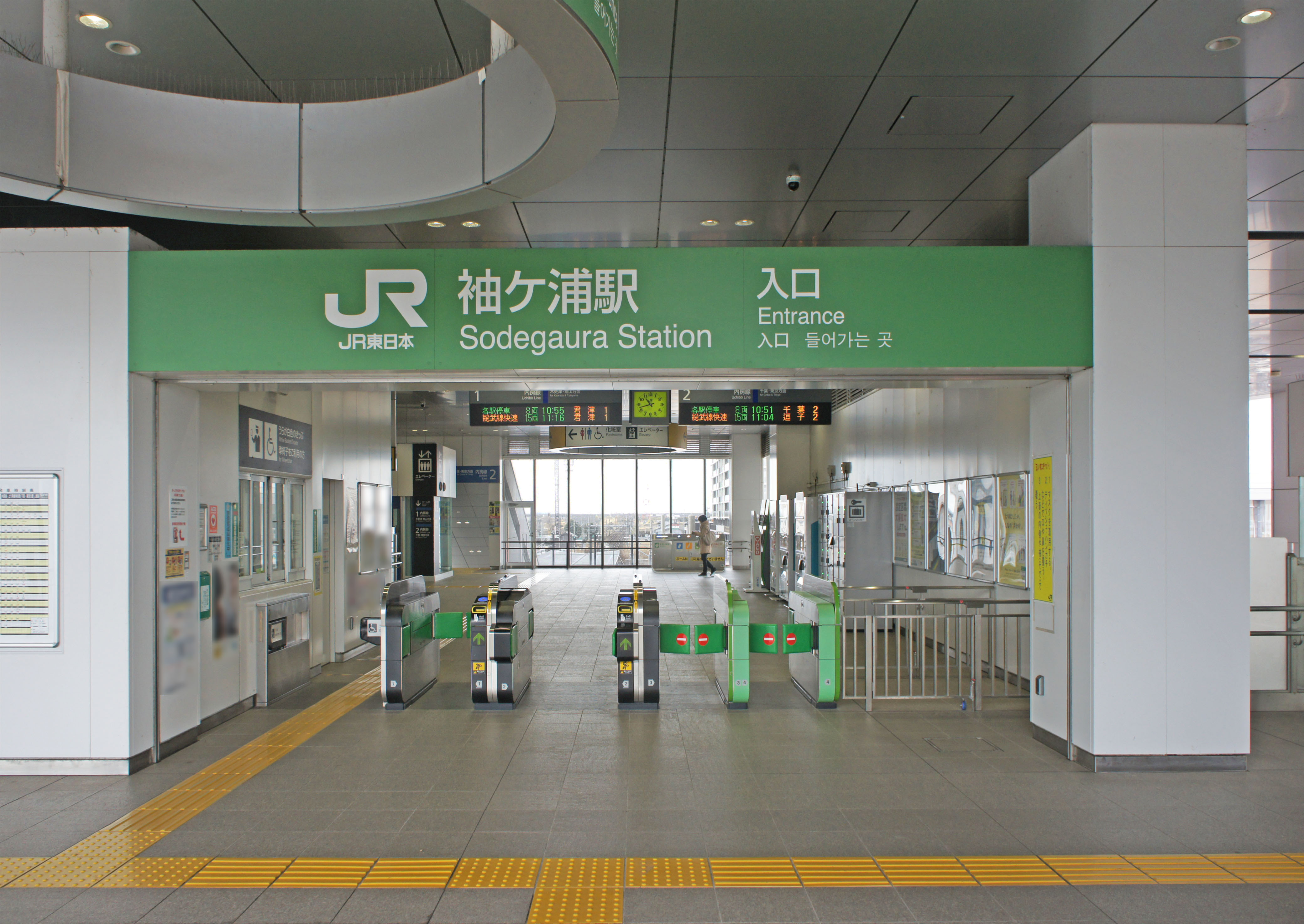
改札口（2022年1月）
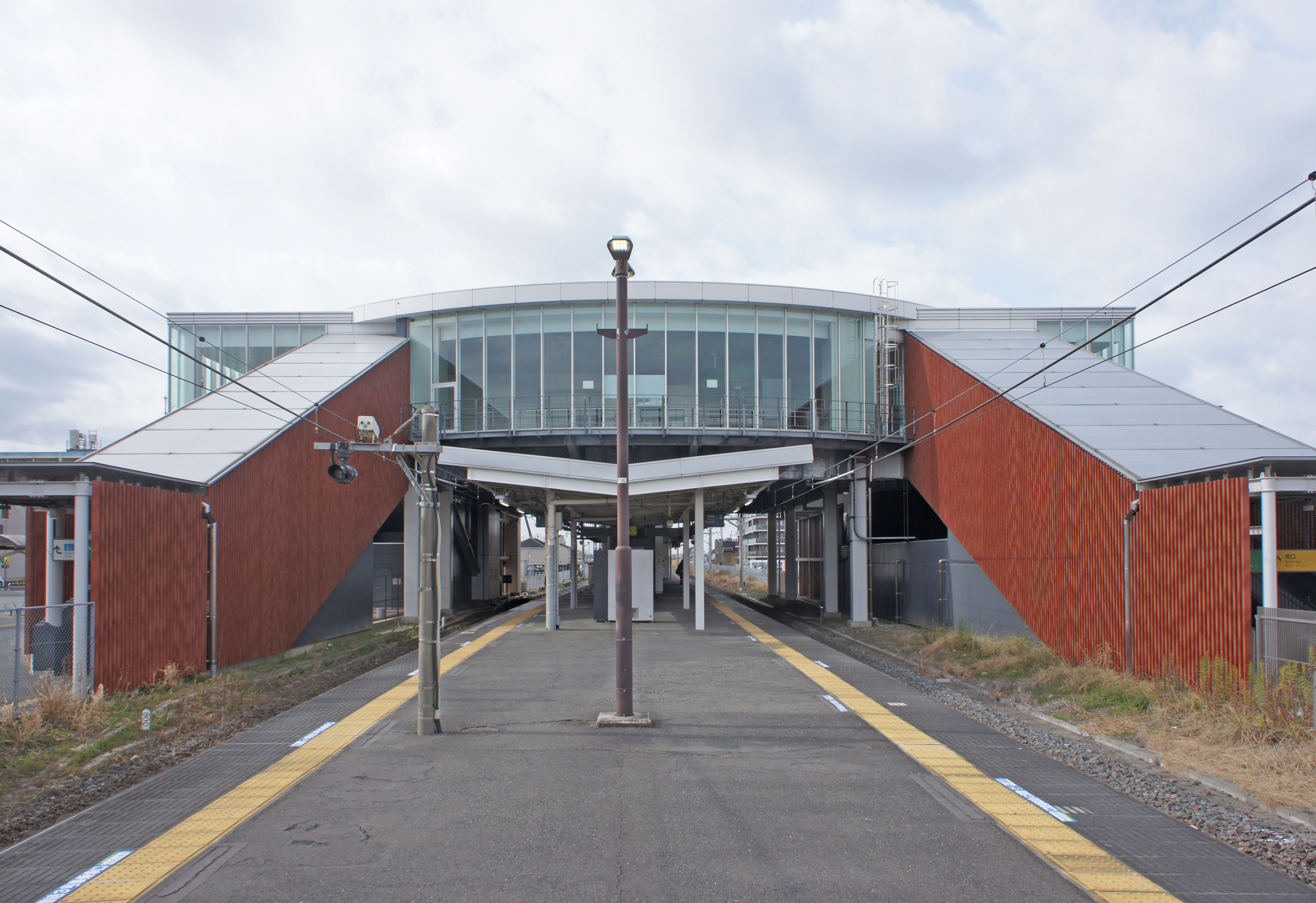
駅ホーム（2022年1月）

## 利用状況
2023年度（令和5年度）の1日平均乗車人員は5,468人である。
JR東日本および千葉県統計年鑑によると、1990年度（平成2年度）以降の1日平均乗車人員の推移は下記の通り。
| 年度               | 1日平均 乗車人員 | 出典     |
| ------------------ | ---------------- | -------- |
| 1990年（平成02年） | 3,963            | [ * 1 ]  |
| 1991年（平成03年） | 4,117            | [ * 2 ]  |
| 1992年（平成04年） | 4,255            | [ * 3 ]  |
| 1993年（平成05年） | 4,307            | [ * 4 ]  |
| 1994年（平成06年） | 4,247            | [ * 5 ]  |
| 1995年（平成07年） | 4,161            | [ * 6 ]  |
| 1996年（平成08年） | 4,018            | [ * 7 ]  |
| 1997年（平成09年） | 3,892            | [ * 8 ]  |
| 1998年（平成10年） | 3,762            | [ * 9 ]  |
| 1999年（平成11年） | 3,747            | [ * 10 ] |
| 2000年（平成12年） | 3,635            | [ * 11 ] |
| 2001年（平成13年） | 3,559            | [ * 12 ] |
| 2002年（平成14年） | 3,655            | [ * 13 ] |
| 2003年（平成15年） | 3,773            | [ * 14 ] |
| 2004年（平成16年） | 3,755            | [ * 15 ] |
| 2005年（平成17年） | 3,872            | [ * 16 ] |
| 2006年（平成18年） | 3,938            | [ * 17 ] |
| 2007年（平成19年） | 3,951            | [ * 18 ] |
| 2008年（平成20年） | 3,953            | [ * 19 ] |
| 2009年（平成21年） | 3,891            | [ * 20 ] |
| 2010年（平成22年） | 3,842            | [ * 21 ] |
| 2011年（平成23年） | 3,914            | [ * 22 ] |
| 2012年（平成24年） | 4,606            | [ * 23 ] |
| 2013年（平成25年） | 4,538            | [ * 24 ] |
| 2014年（平成26年） | 4,588            | [ * 25 ] |
| 2015年（平成27年） | 4,719            | [ * 26 ] |
| 2016年（平成28年） | 4,873            | [ * 27 ] |
| 2017年（平成29年） | 5,058            | [ * 28 ] |
| 2018年（平成30年） | 5,427            | [ * 29 ] |
| 2019年（令和元年） | 5,615            | [ * 30 ] |
| 2020年（令和02年） | 4,402            |          |
| 2021年（令和03年） | 4,828            |          |
| 2022年（令和04年） | 5,218            |          |
| 2023年（令和05年） | 5,468            |          |

## 駅周辺

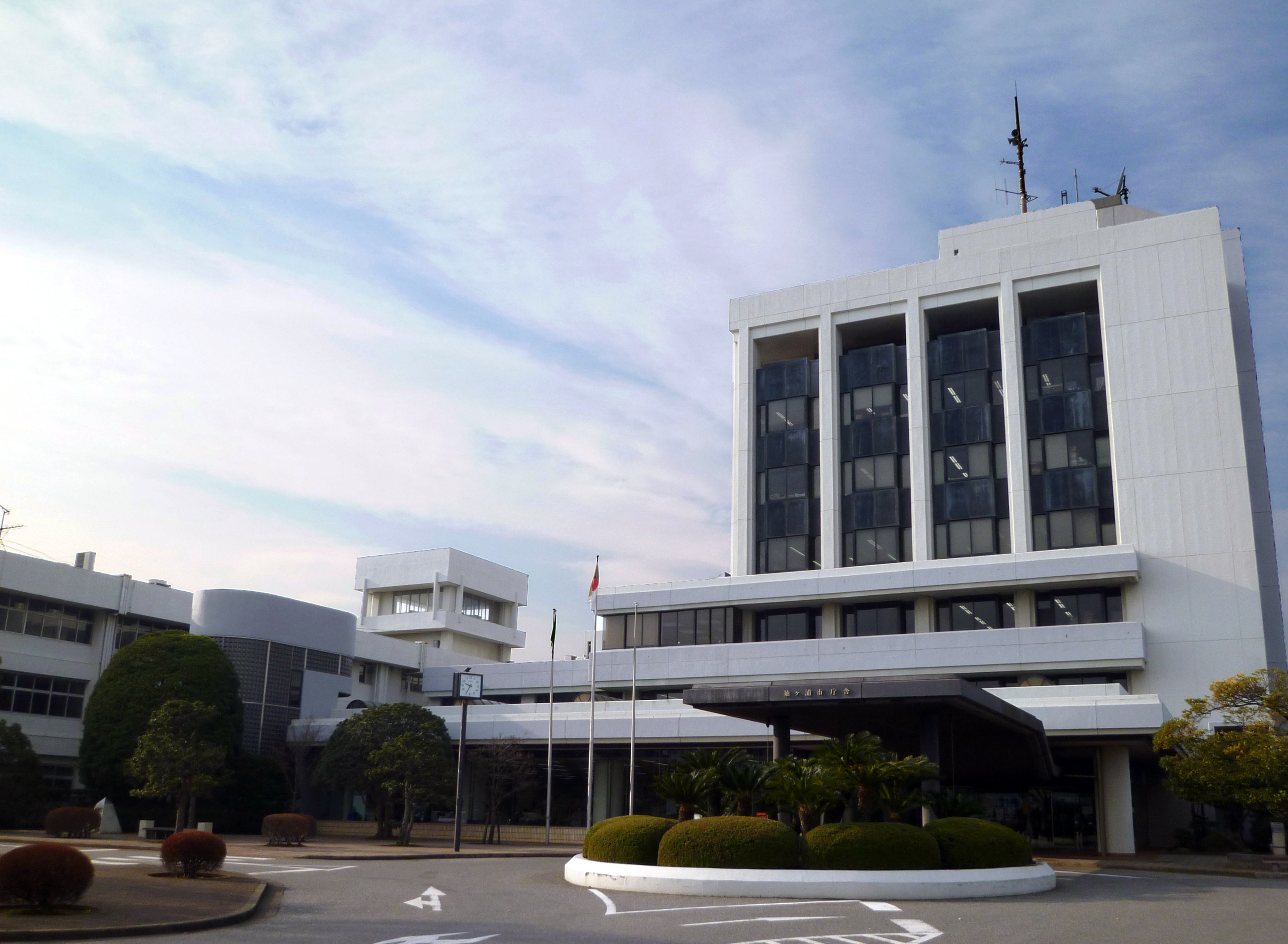
袖ケ浦市役所

南口は袖ケ浦市役所・図書館などの立地する市街地である。
北口は袖ケ浦駅海側特定土地区画整理事業が実施されており、ゆりまち袖ケ浦駅前モール、東横インなどが立地するなど整備が進められている。北口は浮戸川を境に木更津市となり、三井アウトレットパーク木更津などは当駅よりとなる。
- 国道16号
- 千葉県道143号南総昭和線
- 千葉県道224号袖ケ浦停車場線
- 千葉県道270号木更津袖ケ浦線
- 袖ケ浦市役所
- 袖ケ浦市市民会館
- 袖ケ浦市立中央図書館
- 千葉県立袖ヶ浦高等学校
- 袖ケ浦市立昭和中学校
- 袖ケ浦市立昭和小学校
- 袖ケ浦市立奈良輪小学校
- 袖ケ浦市営総合運動場
- 袖ケ浦郵便局
- ゆりまち袖ケ浦駅前モール
- せんどう袖ケ浦店
- 三井アウトレットパーク 木更津（徒歩約30分）
- 木更津かんらんしゃパークKISARAPIA
- 東京インテリア家具木更津店
- カインズ木更津金田店
- 千葉信用金庫 袖ケ浦支店
- 坂戸の森
- 袖ケ浦海浜公園
- 牛込海岸（潮干狩り）
- 東横INN袖ケ浦駅北口

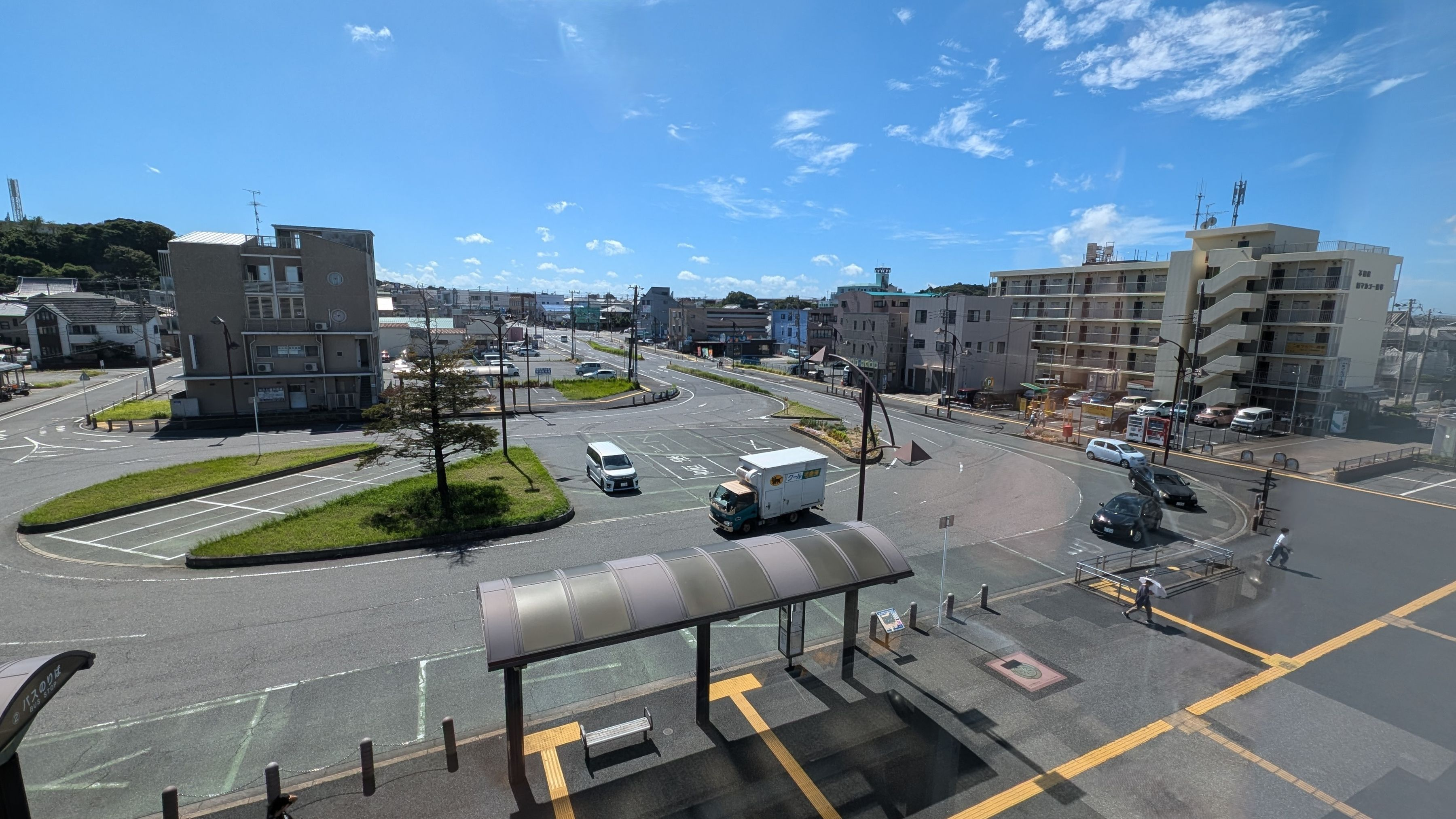
南口駅前（2024年9月）
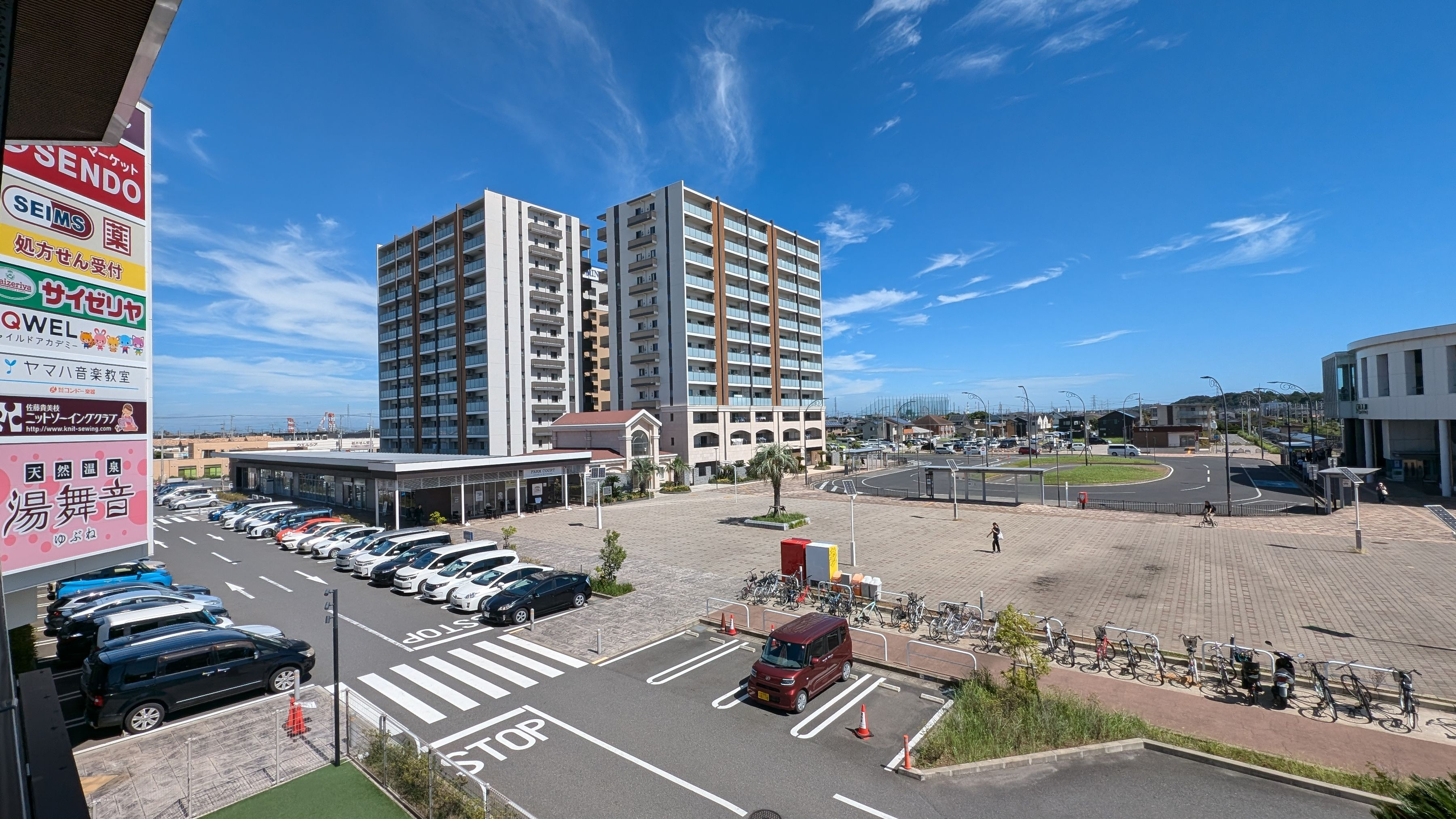
北口駅前（2024年9月）
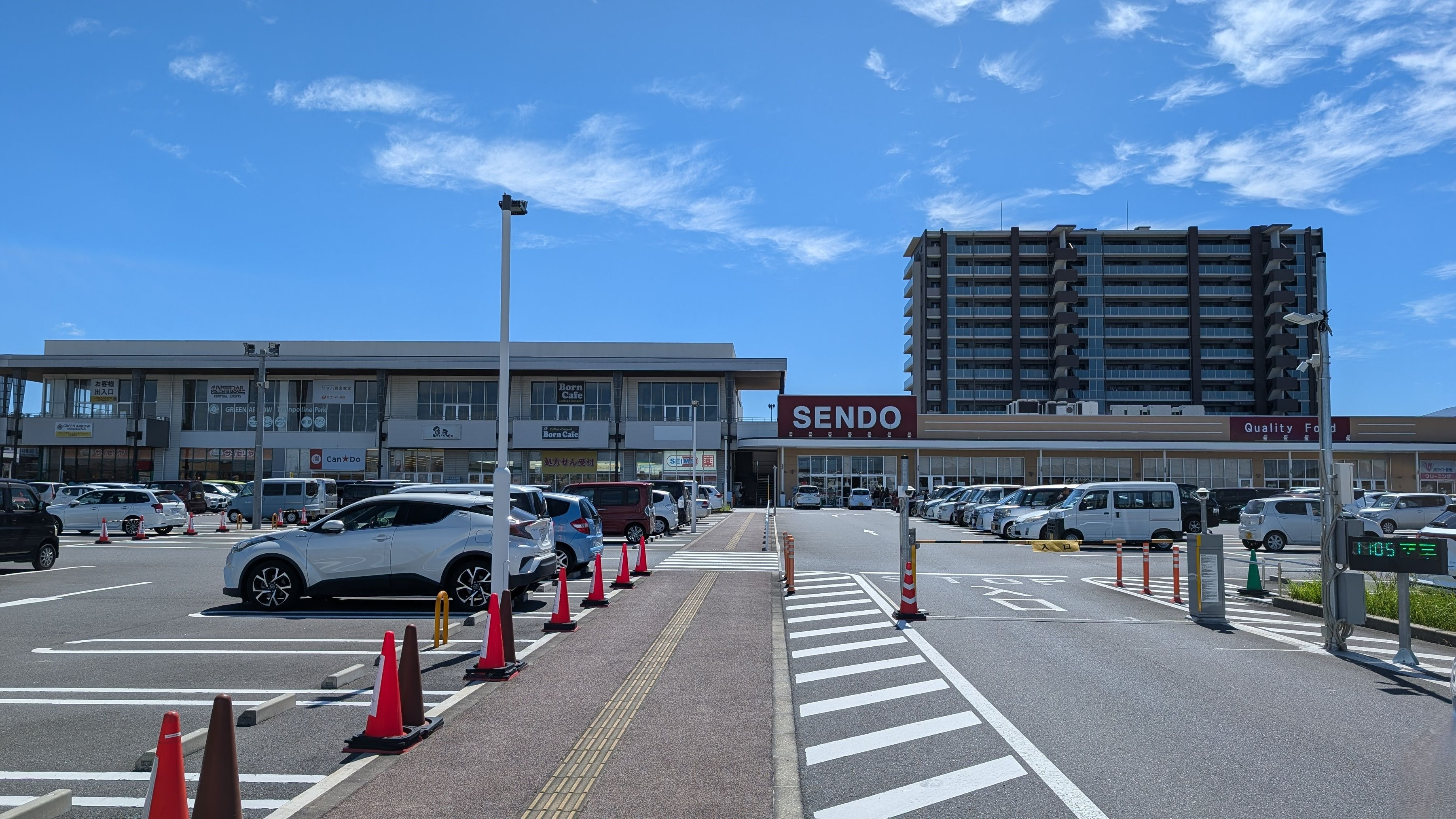
せんどう袖ケ浦店
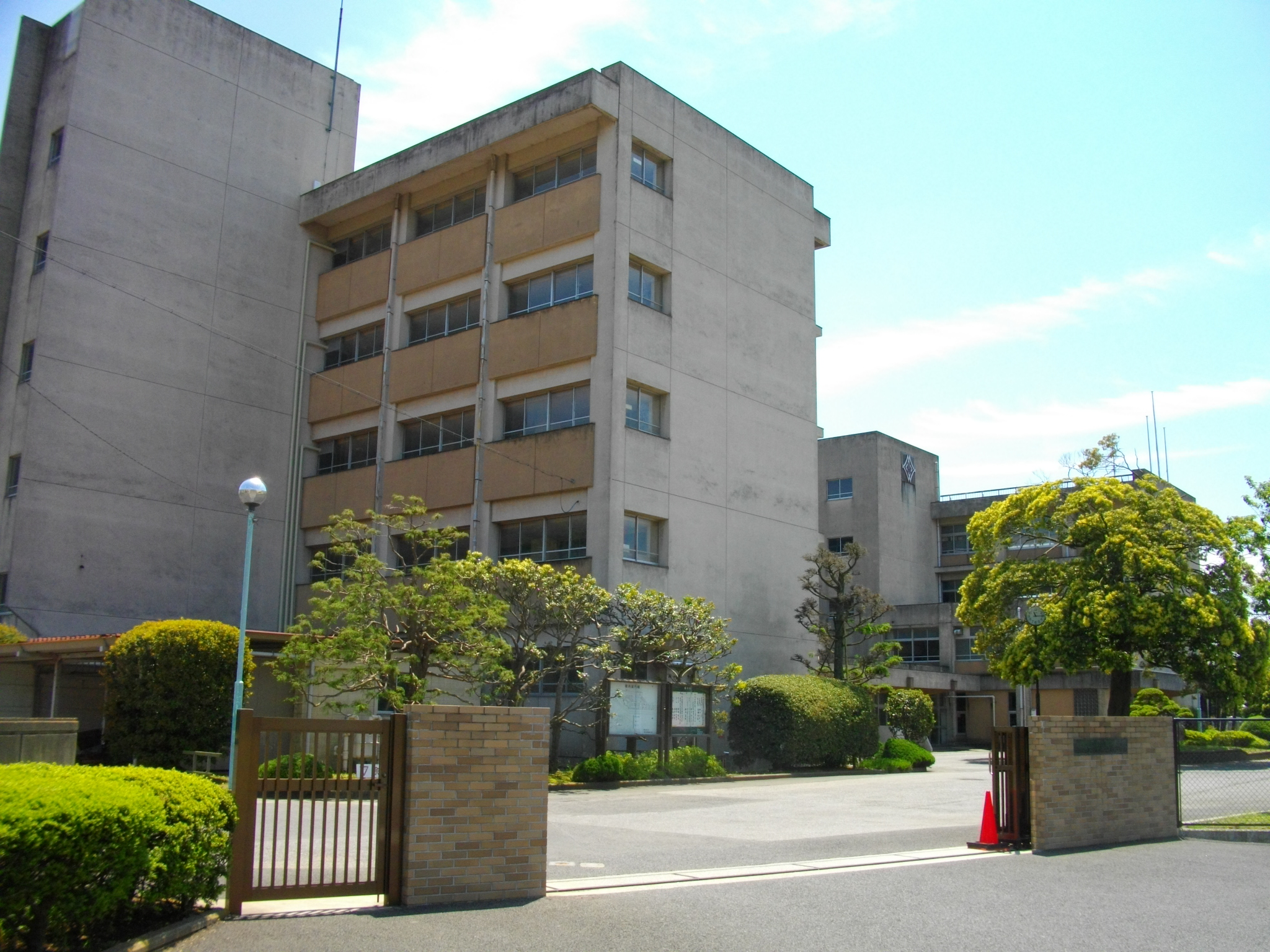
千葉県立袖ヶ浦高等学校
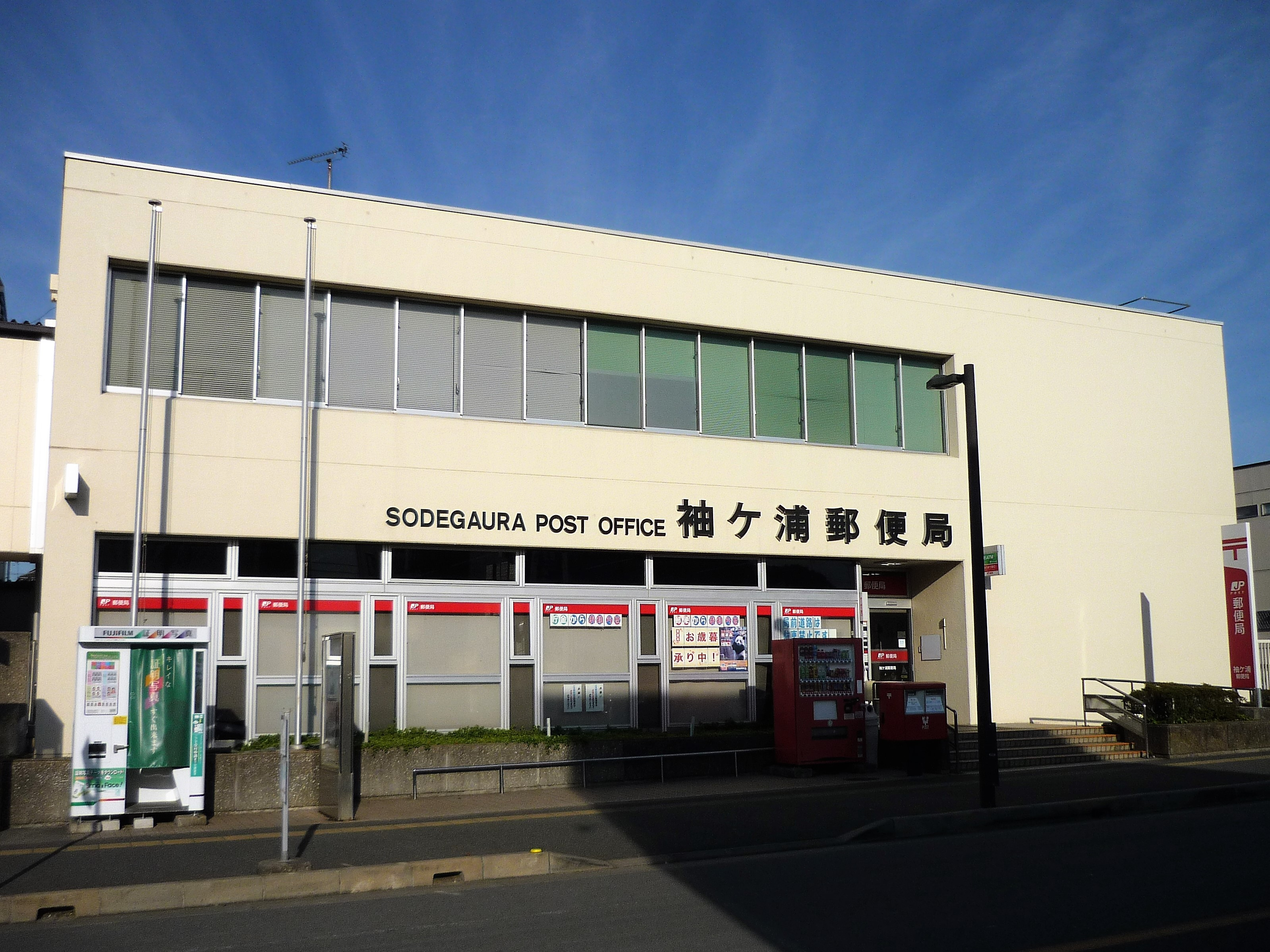
袖ケ浦郵便局

## バス路線

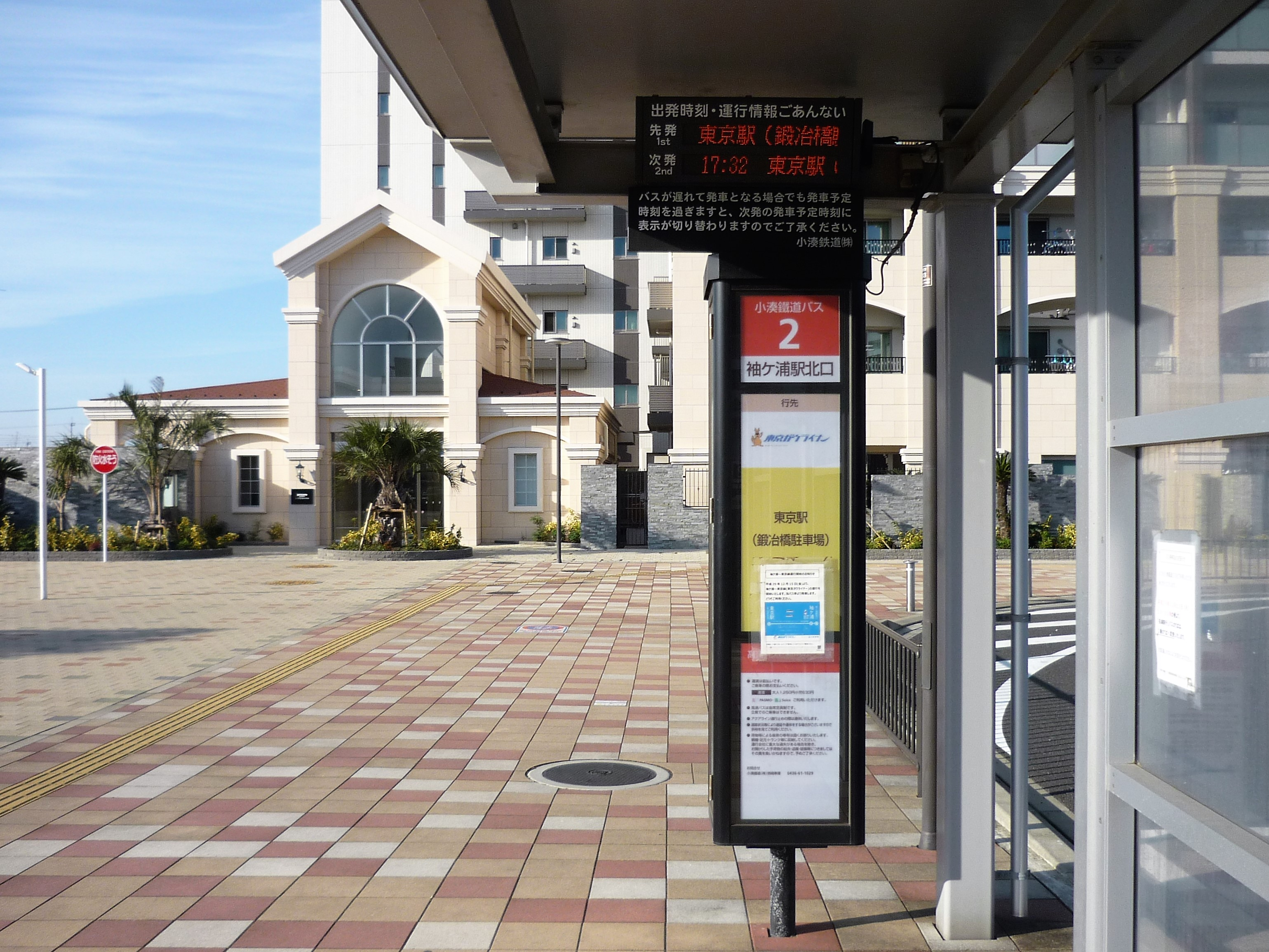
袖ケ浦駅バス乗り場

小湊鉄道、日東交通、京浜急行バス（高速バスのみ）が乗り入れている。

### 南口発着
「袖ヶ浦駅」停留所にて、以下の路線バスが発着する。
1番のりば
- 工事の為閉鎖中

2番のりば
- 日東交通・小湊鉄道・京浜急行バス
  - 高速バス：品川駅東口行
- 日東交通
  - 平川行政センター行 ※平日のみ運行
  - のぞみ野ターミナル行 / 東京ドイツ村行

3番のりば
- 小湊鉄道
  - 長05：袖ケ浦バスターミナル行 / 代宿団地行

### 北口発着
「袖ヶ浦駅北口」停留所にて、以下の小湊鉄道の路線バスが発着する。
1番のりば
- 木43：三井アウトレットパーク行 / 木更津駅西口行

2番のりば
- 高速バス（東京ガウライナー[11]）：東京駅鍛冶橋駐車場行

3番のりば
- 長06：長浦駅行

## 隣の駅
東日本旅客鉄道（JR東日本）
■内房線
■快速（総武線経由）
長浦駅 - 袖ケ浦駅 - 木更津駅
■快速（京葉線経由）・■普通（各駅停車）
長浦駅 - 袖ケ浦駅 - 巌根駅

### 記事本文

##### 広報資料・プレスリリースなど一次資料
1. ↑  “Suicaご利用可能エリアマップ（2001年11月18日当初）” (PDF).   東日本旅客鉄道. 2019年7月27日時点のオリジナルよりアーカイブ。2020年4月30日閲覧。

### 利用状況
1. ↑  千葉県統計年鑑 - 千葉県
2. ↑  袖ケ浦市統計書 - 袖ケ浦市

JR東日本の2000年度以降の乗車人員
1. 1 2  各駅の乗車人員（2023年度） - JR東日本
2. ↑  各駅の乗車人員（2000年度） - JR東日本
3. ↑  各駅の乗車人員（2001年度） - JR東日本
4. ↑  各駅の乗車人員（2002年度） - JR東日本
5. ↑  各駅の乗車人員（2003年度） - JR東日本
6. ↑  各駅の乗車人員（2004年度） - JR東日本
7. ↑  各駅の乗車人員（2005年度） - JR東日本
8. ↑  各駅の乗車人員（2006年度） - JR東日本
9. ↑  各駅の乗車人員（2007年度） - JR東日本
10. ↑  各駅の乗車人員（2008年度） - JR東日本
11. ↑  各駅の乗車人員（2009年度） - JR東日本
12. ↑  各駅の乗車人員（2010年度） - JR東日本
13. ↑  各駅の乗車人員（2011年度） - JR東日本
14. ↑  各駅の乗車人員（2012年度） - JR東日本
15. ↑  各駅の乗車人員（2013年度） - JR東日本
16. ↑  各駅の乗車人員（2014年度） - JR東日本
17. ↑  各駅の乗車人員（2015年度） - JR東日本
18. ↑  各駅の乗車人員（2016年度） - JR東日本
19. ↑  各駅の乗車人員（2017年度） - JR東日本
20. ↑  各駅の乗車人員（2018年度） - JR東日本
21. ↑  各駅の乗車人員（2019年度） - JR東日本
22. ↑  各駅の乗車人員（2020年度） - JR東日本
23. ↑  各駅の乗車人員（2021年度） - JR東日本
24. ↑  各駅の乗車人員（2022年度） - JR東日本

千葉県統計年鑑
1. ↑  千葉県統計年鑑（平成3年）
2. ↑  千葉県統計年鑑（平成4年）
3. ↑  千葉県統計年鑑（平成5年）
4. ↑  千葉県統計年鑑（平成6年）
5. ↑  千葉県統計年鑑（平成7年）
6. ↑  千葉県統計年鑑（平成8年）
7. ↑  千葉県統計年鑑（平成9年）
8. ↑  千葉県統計年鑑（平成10年）
9. ↑  千葉県統計年鑑（平成11年）
10. ↑  千葉県統計年鑑（平成12年）
11. ↑  千葉県統計年鑑（平成13年）
12. ↑  千葉県統計年鑑（平成14年）
13. ↑  千葉県統計年鑑（平成15年）
14. ↑  千葉県統計年鑑（平成16年）
15. ↑  千葉県統計年鑑（平成17年）
16. ↑  千葉県統計年鑑（平成18年）
17. ↑  千葉県統計年鑑（平成19年）
18. ↑  千葉県統計年鑑（平成20年）
19. ↑  千葉県統計年鑑（平成21年）
20. ↑  千葉県統計年鑑（平成22年）
21. ↑  千葉県統計年鑑（平成23年）
22. ↑  千葉県統計年鑑（平成24年）
23. ↑  千葉県統計年鑑（平成25年）
24. ↑  千葉県統計年鑑（平成26年）
25. ↑  千葉県統計年鑑（平成27年）
26. ↑  千葉県統計年鑑（平成28年）
27. ↑  千葉県統計年鑑（平成29年）
28. ↑  千葉県統計年鑑（平成30年）
29. ↑  千葉県統計年鑑（令和元年）
30. ↑  千葉県統計年鑑（令和2年）